# Strelok
Strelok (en rus: Стрелок) és un poble (un possiólok) del krai de Primórie, a l'Extrem Orient de Rússia, que en el cens del 2010 tenia 21 habitants.